# Beze mě: Šest tváří Boba Dylana
Beze mě: Šest tváří Boba Dylana (v anglickém originále I'm Not There) je americký životopisný film pojednávající o písničkáři Bobu Dylanovi. Jeho režisérem byl Todd Haynes a role vypravěče se ujal Kris Kristofferson. Samotného Dylana zde hraje celkem šest herců, kteří se však ve filmu nejmenují „Bob Dylan“, ale různými jinými jmény. Zajímavostí je, že někde jej zastupuje malý černošský chlapec a jinde zase ženská postava.

## Postavy
Prvním z nich je Woody (Marcus Carl Franklin), který se zde představil jako mladík posedlý tvorbou písničkáře Woodyho Guthrieho. Dále Jack Rollins (Christian Bale), který zde představil Dylanovo akustické období na počátku jeho kariéry. Stejný herec zde hraje také postavu Pastor John zasazenou do období Dylanova křesťanského období na přelomu sedmdesátých a osmdesátých let. Dále je zde Arthur (Ben Whishaw), což je kapitola zaměňující se na textovou stránku Boba Dylana.
Část, ve které je hlavní postavou Robbie Clark (Heath Ledger), se zaměřuje na osobní problémy Dylana v polovině sedmdesátých let, a Billy (Richard Gere), který se zaměřuje na Boba Dylana v období filmu Pat Garrett a Billy Kid. Dále je zde Jude Quinn (Cate Blanchettová), která ztvárnila druhou polovinu šedesátých let a Dylanovy experimenty s drogami. Právě Blanchettová byla za svou roli oceněna Zlatým glóbem za nejlepší ženský herecký výkon ve vedlejší roli.

### Ocenění a nominace
| Ocenění                               | Kategorie                                       | Nominovaný           | Výsledek  |
| ------------------------------------- | ----------------------------------------------- | -------------------- | --------- |
| Benátský filmový festival             | nejlepší film                                   |                      | vítězství |
| Benátský filmový festival             | Zlatý lev                                       | Todd Haynes          | nominace  |
| Benátský filmový festival             | ocenění speciální poroty                        | Todd Haynes          | vítězství |
| Benátský filmový festival             | Volpi Cup pro nejlepší herečku                  | Cate Blanchett       | vítězství |
| Central Ohio Film Critics             | nejlepší ženský herecký výkon ve vedlejší roli  | Cate Blanchett       | vítězství |
| Critics' Choice Movie Awards          | nejlepší ženský herecký výkon ve vedlejší roli  | Cate Blanchett       | nominace  |
| Filmová cena Britské akademie         | nejlepší ženský herecký výkon ve vedlejší roli  | Cate Blanchett       | nominace  |
| Chicago Film Critics Association      | nejlepší ženský herecký výkon ve vedlejší roli  | Cate Blanchett       | vítězství |
| Independent Spirit Awards             | nejlepší film                                   |                      | nominace  |
| Independent Spirit Awards             | nejlepší režie                                  | Todd Haynes          | nominace  |
| Independent Spirit Awards             | nejlepší mužský herecký výkon ve vedlejší roli  | Marcus Carl Franklin | nominace  |
| Independent Spirit Awards             | nejlepší ženský herecký výkon ve vedlejší roli  | Cate Blanchett       | vítězství |
| Independent Spirit Awards             | ocenění Roberta Altmana                         |                      | vítězství |
| Las Vegas Film Critics                | nejlepší ženský herecký výkon ve vedlejší roli  | Cate Blanchett       | vítězství |
| Los Angeles Film Critics              | nejlepší ženský herecký výkon ve vedlejší roli  | Cate Blanchett       | 2. místo  |
| Národní společnost filmových kritiků  | nejlepší ženský herecký výkon ve vedlejší roli  | Cate Blanchett       | vítězství |
| New York Film Critics Circle          | nejlepší ženský herecký výkon ve vedlejší roli  | Cate Blanchett       | 2. místo  |
| New York Film Critics Online          | nejlepší ženský herecký výkon ve vedlejší roli  | Cate Blanchett       | vítězství |
| Oscar                                 | nejlepší ženský herecký výkon ve vedlejší roli  | Cate Blanchett       | nominace  |
| Satellite Awards                      | nejlepší ženský herecký výkon (komedie/muzikál) | Cate Blanchett       | nominace  |
| Screen Actors Guild Awards            | nejlepší ženský herecký výkon ve vedlejší roli  | Cate Blanchett       | nominace  |
| Southeastern Film Critics Association | nejlepší ženský herecký výkon ve vedlejší roli  | Cate Blanchett       | 2. místo  |
| Zlatý glóbus                          | nejlepší ženský herecký výkon ve vedlejší roli  | Cate Blanchett       | vítězství |